# Tan Ya-ting

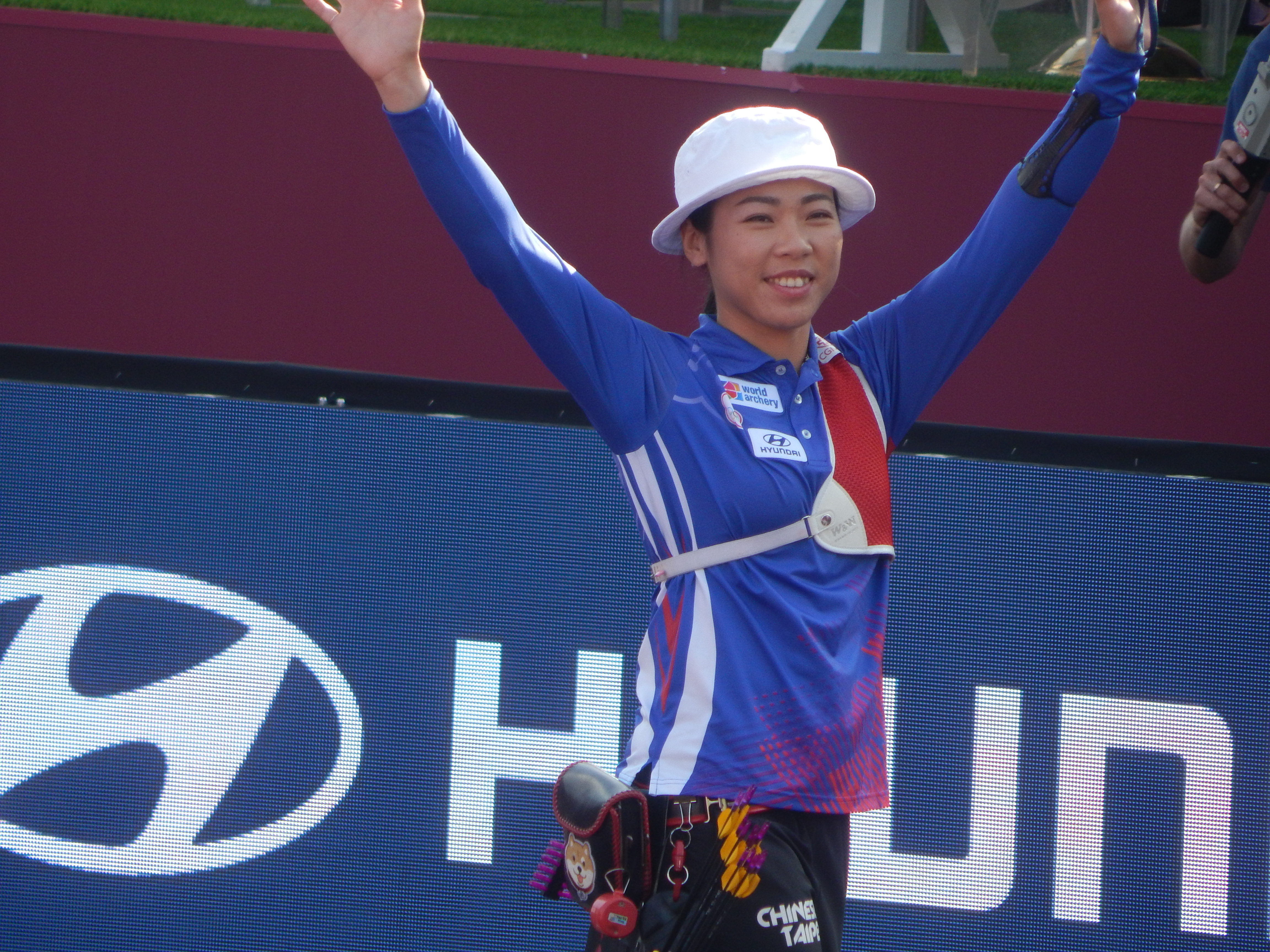
Tan Ya-ting na Final da Copa do Mundo de Tiro com Arco de 2019 em Moscou. Recurvo Feminino.

Tan Ya-ting (7 de novembro de 1993) é um arqueira profissional taiwanesa, medalhista olímpica.

## Rio 2016
Tan Ya-ting fez parte da equipe taiwanesa feminina nas Olimpíadas de 2012 e em 2016 na qual conquistou a medalha de bronze no Tiro com arco nos Jogos Olímpicos de Verão de 2016 - Equipes femininas, ao lado de Lin Shih-chia e Le Chien-ying.